# 三品一枝花
三品一枝花（学名：Burmannia coelestis）是水玉簪科水玉簪属的植物。分布在亚洲热带以及中国大陆的广西、江西、广东、贵州、浙江、云南等地，生长于海拔300米至1,250米的地区，多生长在湿地上，目前尚未由人工引种栽培。

## 别名
少花水玉簪（海南植物志）